# Список кораблей Крымской войны

## Российский императорский флот

### Линейные корабли Балтийского флота (1825—1855)

#### 110—130-пушечные корабли
- Император Пётр I (линейный корабль), 1829 г., 110/118 ор. Тимберован в 1850 г. Исключён из списков 5. 1. 1863 г.
- Святой Георгий Победоносец (линейный корабль, 1829), 110/118 ор. Разобран в 1858 г.
- Россия (1839), 120/128 ор. С 1857 г. использовался как плавказарма.

#### 90-пушечные корабли
- Эмгейтен (1828), 94 ор. Тимберован в Кронштадте в 1846 г. Разобран в 1858 г.

#### 84-пушечные корабли
- Гангут (линейный корабль, 1825), 84 ор.
- Императрица Александра (линейный корабль, 1827), 84/96 ор.
- Полтава (линейный корабль, 1829), 84/90 ор.
- Не тронь меня (линейный корабль, 1832), 84/92 ор.
- Владимир (линейный корабль, 1833), 84/92 ор.
- Лефорт (линейный корабль, 1835), 84/94 ор.
- Вола (линейный корабль, 1837), 84/92 ор.
- Андрей (линейный корабль, 1844), 84 ор.
- Прохор (линейный корабль, 1851), 84 ор.
- Орёл (линейный корабль, 1854), 84 ор.
- Ретвизан (линейный корабль, 1855), 84/81 ор.

#### 74-пушечные корабли
- Царь Константин (линейный корабль, 1825), 74 ор.
- Иезекииль (линейный корабль, 1826), 74/80 ор.
- Александр Невский (линейный корабль, 1826), 74 ор.
- Великий князь Михаил (линейный корабль, 1827), 74/86 ор.
- Кацбах (линейный корабль, 1828), 74/80 ор.
- Кульм (линейный корабль, 1828), 74/90 ор.
- Арсис (линейный корабль, 1828), 74/80 ор. Тимберован в 1842 г. в Кронштадте. После 1854 г. обращён в блокшив в Свеаборге.
- Лесное (линейный корабль, 1829), 74/80 ор.
- Нарва (линейный корабль, 1829), 74/80 ор.
- Бриен (линейный корабль, 1829), 74/80 ор.
- Красной (линейный корабль, 1830), 74/80 ор.
- Бородино (линейный корабль, 1830), 74/80 ор.
- Березино (линейный корабль, 1830), 74/80 ор.
- Смоленск (линейный корабль, 1830), 74/80 ор.
- Память Азова (линейный корабль, 1831), 74/86 ор.
- Орёл (линейный корабль, 1833), 74/80 ор.
- Фершампенуаз (линейный корабль, 1833), 74/82 ор.
- Остроленка (линейный корабль, 1834), 74/80 ор.
- Лейпциг (линейный корабль, 1836), 74/80 ор.
- Константин (линейный корабль), 74 ор.
- Ретвизан (линейный корабль, 1839), 74/80 ор.
- Финланд (линейный корабль, 1840), 74/80 ор.
- Выборг (линейный корабль, 1841), 74 ор.
- Ингерманланд (линейный корабль, 1842), 74/80 ор.
- Нарва (линейный корабль, 1846), 74 ор.
- Иезеркиль (линейный корабль, 1847), 74 ор.
- Красной (линейный корабль, 1847), 74 ор.
- Память Азова (линейный корабль, 1848), 74 ор.
- Сысой Великий (линейный корабль, 1849), 74 ор.
- Бородино (линейный корабль, 1850), 74 ор.
- Вилагош (линейный корабль, 1851), 74 ор.

### Линейные корабли Черноморского флота (1825—1855)

#### 110—130-пушечные
- Три Святителя (линейный корабль, 1838), 120/130 ор. Тимберован в 1851 г. Затоплен 11. 9. 1854 у входа в Севастопольскую бухту.
- Двенадцать апостолов (линейный корабль, 1841), 120/135 ор. Госпиталь с 18. 12. 1854 г. Затоплен на рейде 13. 2. 1855 г.
- Париж (1849), 120/130 ор. Затоплен 28. 8. 1855 г. при оставлении Севастополя.
- Великий князь Константин (1852), 120 ор. Затоплен 28. 8. 1855 г. при оставлении Севастополя.

#### 84-пушечные
- Чесма, 84/91 пушка.
- Анапа (линейный корабль, 1829), 84/108 пушек.
- Память Евстафия (линейный корабль, 1830), 84/108 пушек.
- Адрианополь (линейный корабль, 1830), 84/108 пушек.
- Императрица Екатерина II (линейный корабль), 84/96 пушек.
- Силистрия (линейный корабль, 1835), 84/88 пушек.
- Султан Махмуд (линейный корабль, 1836), 86 пушек.
- Трёх Иерархов (линейный корабль, 1838), 84/90 пушек.
- Гавриил (линейный корабль, 1839), 84/86 пушек.
- Селафаил (линейный корабль, 1840), 84/96 пушек.
- Уриил (линейный корабль, 1840), 84/96 пушек.
- Варна (линейный корабль, 1842), 84/96 пушек.
- Ягудиил (линейный корабль, 1843), 84/96 пушек.
- Ростислав (линейный корабль, 1844), 84/96 пушек.
- Святослав (линейный корабль, 1845), 84/96 пушек.
- Чесма, 84/72 пушки.
- Императрица Мария (линейный корабль, 1853), 84/90 пушек.

#### 74-пушечные
- Иоанн Златоуст (линейный корабль, 1825), 74/83 пушки.

#### Фрегаты
- Флора, 44 ор.[1]
- Месемврия, 60 ор.[2]
- Сизополь, 54/60 ор.[3]
- Мидия, 60 ор.[4]
- Кагул, 44 ор.[5]
- Коварна, 52 ор.[6]
- Кулевчи, 60 ор.[7]

### Пароходофрегаты
- Бессарабия
- Владимир
- Громоносец
- Крым, 12 ор.
- Одесса, 12 ор.
- Херсонес, 12 ор.

## Королевский военно-морской флот Великобритании
- Arrow (класс канонерских лодок):

| Название     | Верфь                        | Спущена на воду | Статус                                                                               |
| ------------ | ---------------------------- | --------------- | ------------------------------------------------------------------------------------ |
| HMS Arrow    | C J Mare & Company, Leamouth | 26 июня 1854    | корпус продан в компанию Marshall 19 мая 1862                                        |
| HMS Beagle   | C J Mare & Company, Leamouth | 20 июля 1854    | продана в Гонконг 16 июля 1863, переименована в Kanko (Япония), утилизирована в 1889 |
| HMS Lynx     | C J Mare & Company, Leamouth | 22 июля 1854    | корпус продан в компанию Marshall 19 мая 1862 для утилизации в Плимуте               |
| HMS Snake    | C J Mare & Company, Leamouth | 6 сентября 1854 | продана в компанию Marshall, Плимут в 1864                                           |
| HMS Viper    | R & H Green, Blackwall Yard  | 23 июля 1854    | продана в компанию Marshall 19 мая 1862 для утилизации в Плимуте                     |
| HMS Wrangler | R & H Green, Blackwall Yard  | 19 июня 1854    | утилизирована фирмой Castle в Чарльтоне в мае 1866                                   |

- HMS Duke of Wellington (1852) — 131 пушка
- HMS Britannia (1820) — 120 пушек
- HMS Queen (1839) — 110 пушек
- HMS Agamemnon (1852) — 91 пушка
- HMS Exmouth (1854) — 91 пушка
- HMS James Watt — 91 пушка
- HMS London (1840) — 90 пушек
- HMS Calcutta (1831) — 84 пушки
- HMS Cornwallis (1813) — 74 пушки
- HMS Edinburgh (1811) — 74 пушки
- HMS Ardent (1841) — шлюп, 5 пушек
- HMS Hornet (1854) — шлюп, 17 пушек
- HMS Miranda (1851) — шлюп, 15 пушек
- HMS Cossack (1854) — конфискованный в достройке русский корвет «Витязь», 20 пушек
- HMS Dauntless (1847) — пароходофрегат
- HMS Odin (1846) — пароходофрегат, 16 пушек
- HMS Pique (1834) — фрегат, 36 пушек
- HMS Vulture (1843) — пароходофрегат, 6 пушек
- HMS Beagle (1854) — канонерская лодка
- en:HMS President (1829)
- HMS Trincomalee — фрегат, 46 пушек
- HMS Amphitrite (1816)
- en:HMS Virago (1842)
- en:HMS Arrogant (1848)

## Военно-морские силы Франции
- French ship Napoléon (1850) (англ.)
- French ironclad Lave (англ.)
- Forte
- Eurydice, 30
- Artémise, 30
- Obligado, 18.

## Флот Османской империи

#### Пароходы
- Меджире-Таджирет
- Перваз-Бахри
- Эркиле, 2 ор.

#### Пароходофрегаты
- Таиф, 22 ор.
- Перваз-Бахри

#### Фрегаты
- Аунни-Аллах, 44 ор.
- Фазли-Аллах, 44 ор.
- Навек-Бахри, 60 ор.
- Несими-Зефер, 60 ор.
- Дамиад, 56 ор.
- Низамие, 64 ор.
- Каиди-Зефер, 54 ор.

#### Корветы
- Гюли-Сефид, 22 ор.
- Нежм Фишан, 24 ор.
- Фейзе-Меабуд, 24 ор.